# Kurasawatrechus kyokoae
Kurasawatrechus kyokoae is een keversoort uit de familie van de loopkevers (Carabidae). De wetenschappelijke naam van de soort is voor het eerst geldig gepubliceerd in 1974 door Ueno et Baba.